# Fresselines
Fresselines, auf Lateinisch „Fraxinus“, ist eine Gemeinde im Zentralmassiv in Frankreich. Sie gehört zur Region Nouvelle-Aquitaine, zum Département Creuse, zum Arrondissement Guéret und zum Kanton Dun-le-Palestel.

## Geografie
Die Petite Creuse mündet in Fresselines in die Creuse. Die Gemeinde grenzt im Norden an Saint-Plantaire und Lourdoueix-Saint-Michel (beide im Département Indre), im Osten an Nouzerolles, Lourdoueix-Saint-Pierre und Chambon-Sainte-Croix, im Süden an La Celle-Dunoise, Villard und Maison-Feyne sowie im Westen an Crozant.

## Sehenswürdigkeiten
- Kirche Saint-Julien-de-Brioude
- Kapelle Saint-Gilles des Forges, Monument historique seit 2004
- Château de Puiguillon im Osten der Gemeinde

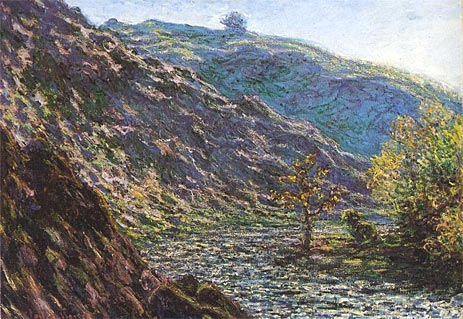
Petite Creuse bei Fresselines, Gemälde von Claude Monet

## Bevölkerungsentwicklung
| Jahr      | 1962 | 1968 | 1975 | 1982 | 1990 | 1999 | 2008 | 2018 |
| --------- | ---- | ---- | ---- | ---- | ---- | ---- | ---- | ---- |
| Einwohner | 1189 | 1123 | 983  | 846  | 735  | 671  | 629  | 493  |